# GEDI Gruppo Editoriale
GEDI Gruppo Editoriale S.p.A., nata nel 1955 come Società Editrice L'Espresso, poi Gruppo Editoriale L'Espresso S.p.A.,  è un'impresa italiana multimediale attiva nel settore della stampa, comunicazione digitale, radiofonica e televisiva con sede a Torino. 
Attraverso la società controllata GEDI News Network (GNN), pubblica i quotidiani la Repubblica, La Stampa,  e una testata locale , mentre con GEDI Periodici e Servizi (GPS) pubblica i periodici.
Il gruppo editoriale tramite la società Elemedia è proprietaria di tre emittenti televisive: Deejay TV, m2o TV e Radio Capital TiVù; e di tre canali radio nazionali, Radio Deejay, Radio Capital e Radio m2o.
Con la società GEDI Digital opera nel segmento dei nuovi media con il giornale on-line HuffPost e il portale multimediale Kataweb.
Dispone anche di una concessionaria di pubblicità: la A. Manzoni & C..

## Storia

### La prima società editrice
La società nasce nel 1955 con il nome Società Editrice L'Espresso', con Adriano Olivetti principale azionista. Ai primi di ottobre 1955 prendono il via le pubblicazioni del settimanale L'Espresso, sotto la direzione di Arrigo Benedetti. Nel 1957 Carlo Caracciolo diventa l'azionista di maggioranza della società e nella compagine azionaria entrano anche lo stesso Arrigo Benedetti ed il giornalista Eugenio Scalfari.
Nel 1975 la società editrice cambia denominazione in Editoriale L'Espresso. Nel 1983 viene creata la Finegil Editoriale S.p.A., che gestiva i quotidiani locali del gruppo.

### Il Gruppo Editoriale L'Espresso

Il vecchio logo del Gruppo Editoriale L'Espresso.

Nel 1991, in seguito ad accordi tra la Mondadori e De Benedetti, nasce il Gruppo Editoriale L'Espresso S.p.A., il cui azionista di maggioranza è la CIR - Compagnie Industriali Riunite. Nel 1993 il Gruppo Editoriale L'Espresso acquisisce l'intero capitale della concessionaria di pubblicità A. Manzoni & C.. 
Nel 1997 avvengono due fusioni: la prima per incorporazione nel gruppo della Società Editoriale la Repubblica S.p.A. e della Editrice Periodici Culturali S.p.A., la seconda con i tre canali radio del gruppo, che vengono fusi in Elemedia S.p.A. 
Nel settembre 2012, in seguito ad un accordo tra il Gruppo L'Espresso e AOL, arriva in Italia L'Huffington Post, oggi HuffPost, versione italiana dell'omonimo giornale online statunitense The Huffington Post, oggi HuffPost.
Il 23 marzo 2013 nasce m2o TV, versione televisiva del canale radiofonico dedicato alla Electronic dance music, mentre l'11 maggio il canale Repubblica TV, canale 50 del digitale terrestre, viene trasformato in LaF in seguito ad una collaborazione con il gruppo Feltrinelli.
Il 13 dicembre 2013 ha effetto la fusione per incorporazione dell'«Editoriale La Nuova Sardegna S.p.A.» nella «Finegil» (atto iscritto il 19 dicembre), tramite la quale quest'ultima rileva ogni rapporto giuridico riferito precedentemente alla società editrice del quotidiano sardo, che diviene una divisione della società incorporante.
Il 23 gennaio 2015 il Gruppo L'Espresso firma un accordo con Discovery Italia per la cessione a quest'ultima società di Deejay TV, canale 9 del digitale terrestre.

### Il Gruppo Editoriale L'Espresso diventa GEDI Gruppo Editoriale
Il 2 marzo 2016 il Gruppo L'Espresso annuncia l'incorporazione di Italiana Editrice (società che pubblica i quotidiani La Stampa e Il Secolo XIX): questa fusione dà vita alla più grande società editoriale italiana nel settore dei quotidiani. Contestualmente il gruppo editoriale cede quotidiani locali Il Centro, La Città, L'Alto Adige e Trentino.
Il 28 novembre 2016, in seguito ad un accordo tra il Gruppo L'Espresso e Business Insider Inc., nasce Business Insider Italia, versione italiana del sito statunitense Business Insider.
Il 9 marzo 2017 l'Autorità italiana della concorrenza autorizza la fusione tra il Gruppo L'Espresso e la Italiana Editrice, disponendo altresì che il Gruppo L'Espresso ceda a un soggetto terzo e indipendente la raccolta pubblicitaria locale delle pagine su Torino e Genova nelle rispettive edizioni del quotidiano la Repubblica. 
Il 27 aprile 2017 si perfeziona l'operazione con l'assemblea dei soci del Gruppo Editoriale L'Espresso che approva l'aumento di capitale a favore di Italiana Editrice ed il cambio della denominazione sociale in GEDI Gruppo Editoriale, che diventa effettivo l'8 maggio.
Il 26 aprile 2018 Monica Mondardini lascia la carica di amministratore delegato, rimanendo nel CdA della GEDI come vicepresidente; al suo posto viene nominata Laura Cioli, ex AD di RCS Mediagroup. Infine, alla presidenza viene eletto Marco De Benedetti.
In seguito ad un accordo tra la GEDI e Ziff Davis il 23 settembre 2019 viene lanciata Mashable Italia, versione italiana del sito statunitense Mashable.

### La cessione della GEDI dalla CIR dei De Benedetti alla Exor degli Agnelli
Nella primavera del 2019 una cordata formata dall'imprenditore Flavio Cattaneo (già noto come AD di Terna dal 2005 al 2014), il fondo Peninsula e una terza persona che non rivela la propria identità, mostra interesse nel rilevare la GEDI, valutata circa 190 milioni di euro: l'offerta non viene comunque formalizzata. Poco tempo dopo mostra interesse anche Vivendi, ma senza seguito. A metà ottobre 2019 fa rumore l'inaspettata offerta avanzata da Carlo De Benedetti, ex presidente del gruppo editoriale (fino a giugno 2017): attraverso la sua finanziaria Romed, l'Ingegnere propone di rilevare il 29,9% della GEDI per circa 40 milioni, a 25 centesimi per azione, valutando l'azienda 129 milioni. In una lettera, Carlo De Benedetti sostiene che «l'iniziativa è volta a rilanciare il gruppo». La proposta, non concordata con il consiglio di amministrazione (dove siedono i figli di Carlo De Benedetti), viene rifiutata con uno strascico di polemiche tra il padre, che lascia la presidenza onoraria, e i figli Rodolfo e Marco.
Il 30 novembre 2019 viene reso noto che la Exor, la finanziaria olandese cassaforte della famiglia Agnelli e che in GEDI ha già una partecipazione di quasi il 6%, acquisirà per 102,4 milioni (28 centesimi per azione) il pacchetto di maggioranza del gruppo editoriale. A vendere è la CIR, la holding dei De Benedetti che detiene il 43,7% del gruppo, che comunque manterrà una quota del 5% nella società. Il 2 dicembre 2019 il CdA della CIR conferma che la Exor comprerà la quota della CIR con un premio di oltre il 64% sulla chiusura di Borsa del venerdì del titolo della GEDI e in seguito avvierà allo stesso prezzo anche un'offerta pubblica di acquisto (OPA) obbligatoria sull'intero capitale, che ancora non possiede, attraverso una nuova società "veicolo" e procederà al delisting del titolo.
Nel dicembre 2019 Maurizio Scanavino, amico di John Elkann da quando erano compagni di studio al Politecnico di Torino, viene nominato direttore generale al posto di Laura Cioli, che lascia a Scanavino anche l'incarico di AD una volta definita l'operazione. 
Il 31 marzo 2020 la Commissione europea e l'antitrust UE concedono l'autorizzazione all'acquisizione, che sarà poi completata entro il mese successivo.

### La GEDI degli Agnelli - Elkann
Il 23 aprile 2020 una società di nuova costituzione, la Giano Holding, società per azioni detenuta dalla Exor, acquisisce per 102,4 milioni di euro il 43,78% di GEDI in possesso della CIR. In conseguenza il CdA di GEDI nomina John Elkann presidente, Maurizio Scanavino AD e DG, Maurizio Molinari direttore responsabile del quotidiano la Repubblica (al posto di Carlo Verdelli) e direttore editoriale del gruppo stesso. Escono dal CdA Rodolfo De Benedetti, Laura Cioli, Francesco Dini e Monica Mondardini.
Nel nuovo CdA sono confermati Carlo Perrone, Marco De Benedetti, Giacaranda Caracciolo. Entrano come nuovi consiglieri: Maurizio Scanavino, Turi Munthe, Pietro Supino ed Enrico Vallano.
La Giano Holding (società interamente posseduta dalla Exor) sale al 60,9% del capitale GEDI e al 63,21% dei diritti di voto, facendo quindi scattare l'obbligo di un'OPA.

#### IlDelisting
Al 30 giugno 2020, al termine dell'OPA, la Giano detiene il 92,03% delle azioni della GEDI e si avvia al delisting del titolo quotato in Borsa. L'operazione è destinata ad incidere sul panorama editoriale italiano, in quanto la nuova GEDI detiene il 25% del mercato editoriale nazionale. In base alla legge italiana, infatti, nessun soggetto può «conseguire, né direttamente, né attraverso soggetti controllati, ricavi superiori al 20% dei ricavi complessivi del sistema integrato delle comunicazioni» (legge 3 maggio 2004, n. 112).
Il 13 luglio 2020 Carlo Perrone (tramite la Mercurio S.p.A.) e la CIR acquistano ciascuno il 5% delle azioni della Giano.
Il 10 agosto 2020 la Giano conclude l'OPA sulle restanti azioni della GEDI, raggiungendo il 100% del capitale. Conseguentemente avviene il delisting dalla Borsa Italiana.

#### Cessioni di testate
Nel settembre 2020 Carlo Perrone, ex editore de  Il Secolo XIX, diventa vicepresidente della società.
Nell'ottobre 2020 il gruppo annuncia l'accordo per la cessione del ramo d'azienda delle testate locali Il Tirreno, la Gazzetta di Modena, la Gazzetta di Reggio e La Nuova Ferrara al Gruppo SAE, rappresentato dall'imprenditore abruzzese Alberto Leonardis che nel 2016 aveva allora acquistato però autonomamente sempre dalla GEDI Il Centro di Pescara e il Portobello Group di Roma con la società Il Centro.
Nel dicembre 2020 la GEDI annuncia la cessazione della pubblicazione della rivista bimestrale MicroMega.
Nel giugno 2021 il gruppo acquisisce AutoXY, uno dei più importanti portali web italiani specializzati nel mercato delle automobili.
Nel novembre del 2021 viene annunciato l'accordo per la cessione del quotidiano La Nuova Sardegna, dal 2016 gestita dalla DBInformation, alla SAE Sardegna del Gruppo SAE.
Il 7 marzo 2022 la GEDI ha reso nota la cessione del settimanale L'Espresso alla società L’Espresso Media S.r.l., del Gruppo BFC Media. 
Nell'agosto 2023 viene siglato l'accordo preliminare per la cessione della Gazzetta di Mantova al Gruppo Athesis. L'accordo viene perfezionato il 29 settembre.
Il 23 ottobre dello stesso anno vengono cedute alla società Nord Est Multimedia S.p.a. le 6 testate venete, friulane e giuliane del gruppo: Corriere delle Alpi, Il Piccolo, Messaggero Veneto - Giornale del Friuli, La Nuova di Venezia e Mestre, Il Mattino di Padova e La Tribuna di Treviso.
L'11 luglio 2024 viene firmato il contratto preliminare, dopo che il 28 marzo 2024 era stato raggiunto un accordo preliminare per la cessione de Il Secolo XIX alla Blue Media S.r.l. del Gruppo MSC di Gianluigi Aponte che  diventa effettiva il 29 settembre 2024.
Il 23 maggio 2025 è stata definita la vendita del quotidiano La Provincia Pavese al Gruppo SAE che pubblica i quotidiani Il Tirreno, La Nuova Sardegna, la Nuova Ferrara, la Gazzetta di Modena e la Gazzetta di Reggio. La cessione è divenuta effettiva il 2 luglio 2025.

#### Cambio al vertice
Il CDA del 3 ottobre 2024 rinnova radicalmente i vertici con la nomina di Maurizio Scanavino presidente al posto dell'AD dell'azionista Exor, John Elkann, e di Gabriele Comuzzo a nuovo amministratore delegato.
Viene anche nominato Mario Orfeo direttore de la Repubblica al posto di Maurizio Molinari che continuerà a collaborare come commentatore ed editorialista.
Il 2 aprile 2025, Paolo Ceretti è stato nominato Amministratore Delegato, succedendo a Maurizio Scanavino, il quale ha assunto il ruolo di Amministratore Delegato della Juventus Football Club.

## Attività

### GEDI News Network
- la Repubblica (Roma)
- La Stampa (Torino)
- La Sentinella del Canavese (Ivrea)

### GEDI Periodici e Servizi
- Le Guide di Repubblica
- Le Scienze
- Limes
- Mind
- National Geographic
- National Geographic Traveler

### Elemedia
- Radio
  - Radio Deejay
  - Radio Capital
  - Radio m2o
- Televisione
  - Deejay TV
  - Radio Capital TiVù
  - m2o TV

### GEDI Digital
- HuffPost Italia
- Kataweb
- Stardust
- Cronache di spogliatoio
- Formula Passion
- AutoXY

### Pubblicità
- A. Manzoni & C.

## Contenzioso tributario
A seguito della fusione societaria tra L'Editoriale la Repubblica e la Cartiera di Ascoli, avvenuta nel 1991, nasce un contenzioso tributario con l'Agenzia delle entrate per evasione fiscale: il contenzioso si conclude con un patteggiamento nel mese di settembre 2017, quando il gruppo editoriale accetta di pagare una somma di 175,3 milioni di euro, a fronte di un debito più che doppio (388,6 milioni) che sarebbe scaturito da un'eventuale sentenza sfavorevole della Corte di cassazione.

## Azionariato
Dopo il successo dell'OPA, dal 10 agosto 2020 Giano Holding S.p.A. (che fa a capo al Gruppo Exor) detiene la totalità delle azioni ed è dunque l'azionista unico di GEDI, con conseguente delisting del titolo dalla Borsa Italiana.
Il 7 giugno 2024, a seguito dell'esercizio dell'opzione sulle quote del capitale di GEDI S.p.A. annunciato il 22 aprile 2024, l'azionista Exor N.V. ha perfezionato l'acquisto delle partecipazioni detenute da CIR S.p.A. e da Mercurio S.p.A.
Marco de Benedetti e Carlo Perrone hanno lasciato quindi la carica di amministratori di Gedi. 
Exor N.V. detiene la totalità del capitale di GEDI.